# Williams Bay
Williams Bay és una població dels Estats Units a l'estat de Wisconsin. Segons el cens del 2000 tenia 2.415 habitants.

## Demografia
Segons el cens del 2000, Williams Bay tenia 2.415 habitants, 993 habitatges, i 639 famílies. La densitat de població era de 351,9 habitants per km².
Dels 993 habitatges en un 29,6% hi vivien nens de menys de 18 anys, en un 54,1% hi vivien parelles casades, en un 6,9% dones solteres, i en un 35,6% no eren unitats familiars. En el 30,4% dels habitatges hi vivien persones soles el 12,2% de les quals corresponia a persones de 65 anys o més que vivien soles. El nombre mitjà de persones vivint en cada habitatge era de 2,35 i el nombre mitjà de persones que vivien en cada família era de 2,96.
Per edats la població es repartia de la següent manera: un 24,4% tenia menys de 18 anys, un 5% entre 18 i 24, un 26,7% entre 25 i 44, un 24,6% de 45 a 60 i un 19,3% 65 anys o més.
L'edat mediana era de 41 anys. Per cada 100 dones de 18 o més anys hi havia 88,3 homes.
La renda mediana per habitatge era de 50.450 $ i la renda mediana per família de 60.573 $. Els homes tenien una renda mediana de 45.750 $ mentre que les dones 24.875 $. La renda per capita de la població era de 26.231 $. Aproximadament el 5,3% de les famílies i el 7,2% de la població estaven per davall del llindar de pobresa.

## Poblacions més properes
El següent diagrama mostra les poblacions més properes.